# Centro Sportivo Tenero
Das Centro sportivo nazionale della gioventù (kurz: Centro Sportivo Tenero, CST) ist ein Sport- und Ausbildungszentrum des Bundesamts für Sport und im Kanton Tessin angesiedelt.
Das CST wird von Sportverbänden als Trainingslager und von Schulen für Sportfreizeiten genutzt. Einen hohen Stellenwert besitzt es als Ausbildungszentrum in der Nachwuchsförderung. Auf den Anlagen des CST können mehr als 40 Sportarten ausgeübt werden. Das CST verfügt über 160 Indoor- und Outdoor-Sportanlagen. Es ist nationales Leistungszentrum für die Sportarten Fussball, Schwimmen, Kunstturnen und Tennis.